# Résistance évaporative thermique
La résistance évaporative thermique est la mesure de l'énergie nécessaire pour faire passer de la vapeur d'eau à travers une membrane d'un tissu. Elle se mesure en m2·Pa/W.
La mesure est définie dans la norme ISO 11092.